# Éléonore de Montfort
Éléonore de Montfort est une noble anglaise née vers 1258 et morte le 19 juin 1282. Fille du baron Simon de Montfort, elle est princesse de Galles par son mariage avec Llywelyn ap Gruffudd.

## Biographie
Éléonore est la seule fille issue du mariage de Simon de Montfort, comte de Leicester, et de la princesse Éléonore d'Angleterre, l'une des filles du roi Jean sans Terre. Elle est fiancée à un jeune âge au prince de Galles Llywelyn ap Gruffudd, un allié de son père.
Après la révolte de Simon de Montfort et sa mort durant la seconde guerre des Barons, son épouse s'enfuit en France en octobre 1265 avec la jeune Éléonore. Cette dernière épouse par procuration Llywelyn en 1275, après la mort de sa mère. Elle prend la mer pour rejoindre son nouvel époux au pays de Galles, mais son navire est intercepté par des marins anglais qui la remettent au roi Édouard Ier. Éléonore reste sa prisonnière pendant trois ans au château de Windsor. Elle n'est libérée qu'après que Llywelyn s'est soumis à Édouard et a accepté les termes du traité d'Aberconwy.
Éléonore épouse formellement Llywelyn le 13 octobre 1278 à Worcester. Elle meurt quatre ans plus tard en donnant naissance à une fille, Gwenllian. Éléonore est inhumée à Llanfaes, sur l'île d'Anglesey.